# Sparodus
Sparodus is een geslacht van uitgestorven Microsauria binnen de familie Gymnarthridae.